# Besaya
Besaya è una comarca della Spagna, situata nella comunità autonoma della Cantabria.